# 루트비히 빈트호르스트

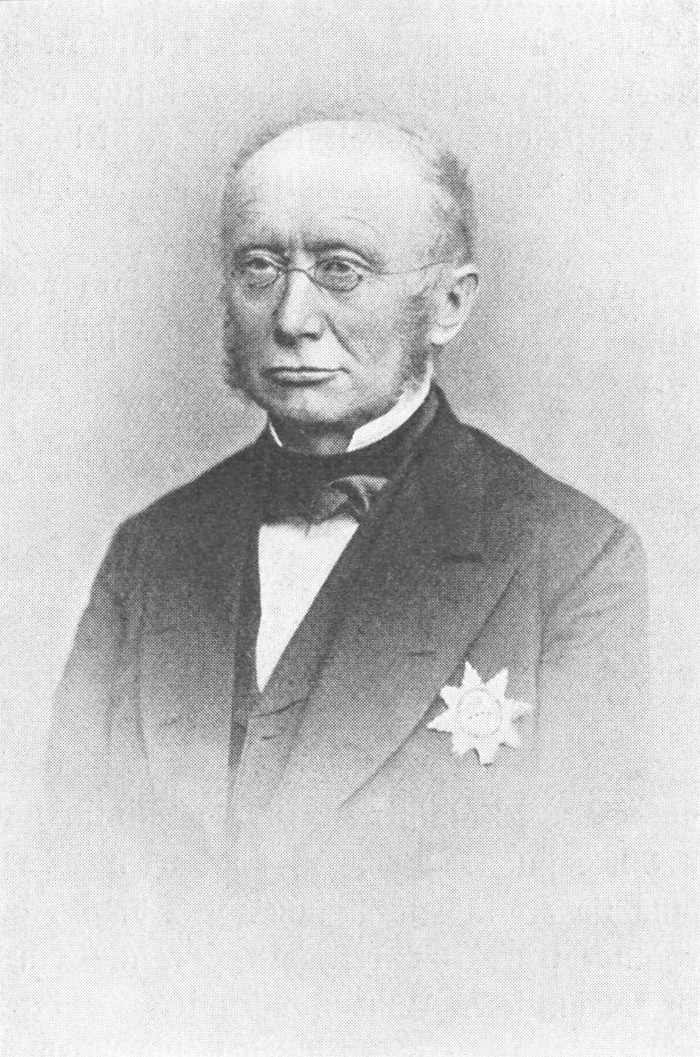
루트비히 빈트호르스트 (1872년)

루트비히 폰 빈트호르스트 남작(Baron Ludwig von Windthorst, 1812년 1월 17일 ~ 1891년 3월 14일)은 독일의 정치인이다. 1870년대에 가톨릭 중심의 독일 중앙당의 창립을 주도하고 지도자를 지냈고, 프로이센 주도의 독일 통일과 문화투쟁(Kulturkampf)이 벌어지던 시기에 오토 폰 비스마르크 재상의 가장 유명한 반대자 중 한 명이었다.

## 생애
개신교 다수의 하노버 왕국의 가톨릭 가정에서 태어나 법률가로 일하다가 1848년 독일 혁명기에 하노버 의회 의원으로 정계에 입문하였다. 그는 대독일파로서 프로이센 왕국의 주도 하에 독일을 통일하려는 계획에 반대했으며, 자유주의와 민주주의에 맞서 정부와 가톨릭 전통주의를 옹호했다. 그는 1851년 의회 의장과 법무부 장관이 되었는데 하노버에서 가톨릭 신자로서는 역대 최고 직위였다. 프로이센이 하노버를 합병하자 이를 받아들이고 프로이센과 북독일 의회 의원으로 선출되었다.
베를린에서 그는 구 국왕의 대변자가 되어 그의 재산을 놓고 프로이센 정부와 협상하여 압류에 반대했고, 이로써 처음으로 오토 폰 비스마르크와 적대적인 입장에 서게 되었다. 이후 그는 하노버 뿐 아니라 모든 혁명 반대자들의 지도자로 인정받기 시작했다. 1870~1871년에는 중앙당을 창설하는 데 주도적 역할을 했으나 하노버 국왕의 추종자로서의 명성이 당에 해가 될까 염려하여 처음에는 당에 합류하지 않았다. 1874년 헤르만 폰 말링크로트가 사망하자 뒤를 이어 중앙당의 지도자가 되었고 죽을 때까지 그 지위를 유지했다. 그는 뛰어난 달변가로서 의회에서 비스마르크의 정책에 대한 가장 유능한 비판자로 그와 대립하였으며 5월법의 폐지를 위한 협상에서 분투했다.
1891년 3월 14일 베를린에서 폐렴으로 사망했으며, 빌헬름 2세가 사망 이틀 전 그의 임종을 방문했다.